# Ganderbal (stad)
Ganderbal is een stad en “notified area” in het Indiase unieterritorium Jammu en Kasjmir. Het is de hoofdplaats van het gelijknamige district Ganderbal.

## Demografie
Volgens de Indiase volkstelling van 2001 wonen er 13.944 mensen in Ganderbal, waarvan 53% mannelijk en 47% vrouwelijk is. De plaats heeft een alfabetiseringsgraad van 52%.